# Doliops imomzodai
Doliops imomzodai – gatunek chrząszcza z rodziny kózkowatych i podrodziny zgrzypikowych (Lamiinae).
Gatunek ten został opisany w 2017 roku przez Arvīdsa Barševskisa. Epitet gatunkowy nadano na cześć filologa, Imomzody Muhammadyusufa Saidaliego.
Chrząszcz o ciele długości od 10,9 do 13,4 mm i szerokości od 4,5 do 5,8 mm, ubarwiony silne metalicznie połyskująco złociście z wzorem z żółtawych lub zielonych łusek obejmującym: podłużny pas między oczami, kropki na policzkach, kręgi na bokach przedplecza oraz siatkę, niekiedy z izolowanymi kręgami w części nasadowej na pokrywach. Mikrorzeźba, punktowanie i omszenie głowy są delikatne. Czułki są smukłe, krótko owłosione z dłuższymi szczecinkami gdzieniegdzie, od czwartego członu wzwyż ceglasto ubarwione. Przedplecze jest silnie wypukłe i prawie walcowate. Przód i boki wypukłych pokryw są grubo i rzadko punktowane. Krótkie odnóża mają tęgą budowę i ciemno owłosione stopy. Gatunek ten upodobniony jest do ryjkowca Pachyrrhynchus cabrasae.
Owad endemiczny dla filipińskiego Mindanao, znany wyłącznie z prowincji Lanao del Sur.